# Nacoleia aurealis
Nacoleia aurealis là một loài bướm đêm trong họ Crambidae.